# Minnan
Minnan er en kinesisk dialekt som bruges i bl.a. Fujianprovinsen i Fastlandskina og på Taiwan.
Wikipedias interwiki-betegnelse er "zh-min-nan".
- Der findes også en Wikipedia på Minnan.

- Wikimedia Commons har flere filer relateret til Minnan

| Sprog | Spire Denne artikel om sprog er en spire som bør udbygges. Du er velkommen til at hjælpe Wikipedia ved at udvide den. |